# نداف

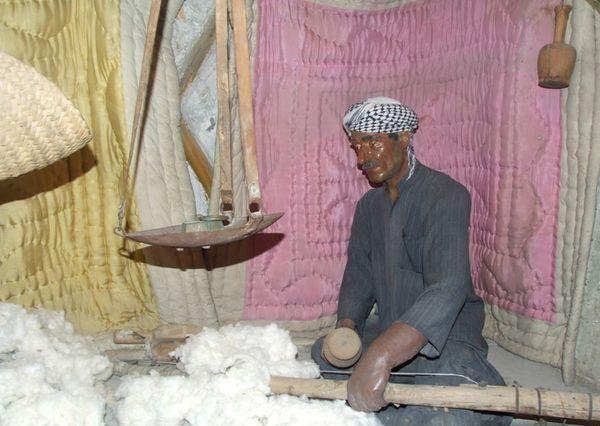
تمثال شمعي لنداف في المتحف البغدادي في بغداد.

النداف أو التمشيط هي عملية ميكانيكية تعمل على تفكيك الألياف القطنية وتنظيفها وخلطها، وهي مهنة تعمل على إعادة الحياة للمفروشات القطنية والصوفية. ويسمى الشخص الذي يعمل بهذه المهنة بنداف القطن ونافش أو منفش القطن.

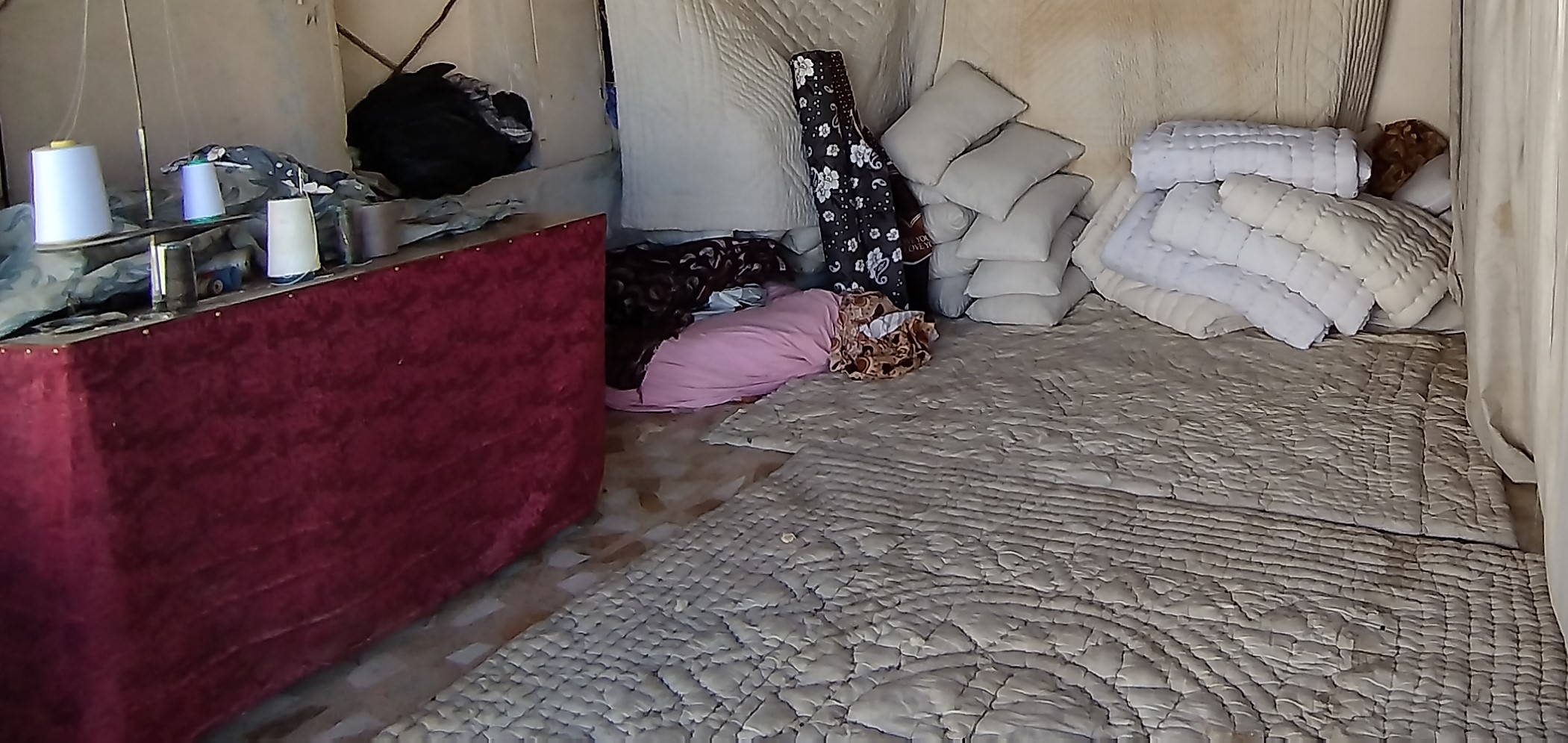
محل ندافة في الموصل، العراق

هناك عائلات كثيرة تحمل هذا الاسم (الكنية) وذلك لأنها تمتهن هذه المهنة أو أن أحد أجدادها كان يعمل في هذه الحرفة العريقة كعائلة معرتمصرين في سوريا، وهناك عوائل تحمل اسم نداف في الأردن وفي لبنان وفي فلسطين أيضا.

## الطريقة
تتكون عدة النداف من عصا مرنة من شجرة الرمان وقوس خشبي به وتر من سلك معدني مع مطرقة خشبية، يقوم بندف ونفش القطن عند تمرير القطن من خلال الوتر.
يقوم النداف بعمل الفرش والوسائد القطنية والصوفية، وكذلك في عمل الأغطية وخياطتها، حيث جرت العادة أن يتنقل بين البيوت للقيام بعمله، فيجلس ليقوم بعمله وهو يتحدث لأطفال الدار وعجائزها.
أستعاض العديد من الندافين الباقين في المهنة بإستبدال قوسهم بماكنة كهربائية لندف القطن أو الصوف.

## تاريخ
وفقا لمؤرخ العلوم جوزيف نيدهام، يعود أصل الآلات القوسية المستخدمة في تكنولوجيا النسيج إلى الهند. حيث عثر على أول استخدام موثق لأدوات القوس والتمشيط في الهند، ويعود تاريخه إلى القرن الثاني الميلادي. أدوات التمشيط هذه المعروفة باسم "كامان" (القوس) و"دوناكي"، تعمل على تخفيف نسيج الألياف عن طريق وتر اهتزازي.
في مطلع القرن الثامن عشر، كان يتم تمشيط الصوف في إنجلترا باستخدام أزواج من البطاقات اليدوية وهي أدوات تستخدم لتمشيط الصوف أو الألياف الأخرى وتتكون عادةً من زوج من المجاديف أو الفرش الخشبية المسطحة مع العديد من الأسلاك الصغيرة أو المسامير المعدنية المدمجة فيها حيث تساعد هذه المسامير على تفكيك الألياف وتنظيفها ومواءمتها وإعدادها لمزيد من المعالجة.
في عام 1748 اخترع لويس بول من برمنغهام في إنجلترا آلتين للتمشيط يتم تشغيلهما يدويًا. استخدمت الآلة الأولى طبقة من الأسلاك على طاولة مسطحة يمكن تحريكها باستخدام دواسات القدم ومع ذلك فشل هذا التصميم. وفي الآلة الثانية، وضعت طبقة من الأسلاك حول البطاقة التي تم لفها بعد ذلك حول أسطوانة. وفي العام نفسه، حصل دانييل بورن أيضًا على براءة اختراع مماثلة ومن المحتمل أنه استخدم هذه الآلة في مطحنة الغزل الخاصة به في ليومينستر [الإنجليزية] ولسوء الحظ، نشب حريق عام 1754 أدى إلى تدمير المطحنة. تطور الاختراع وتحسن لاحقًا بواسطة ريتشارد آركرايت وصموئيل كرومبتون. في عام 1785 اعتبرت براءة اختراع أركرايت الثانية التي اخترعها عام 1775 باطلة لأنها تفتقر إلى الأصالة.

## وصلات خارجية
- صور للنداف